# 倪夏蓮
倪 夏蓮（ニー シャーリエン、げい かれん、Ni Xia Lian、倪 夏莲、1963年7月4日 - ）は、中国・上海市生まれの卓球選手。元中国代表選手で後にルクセンブルクに帰化。1991年からはルクセンブルクの代表選手となった。
卓球界のレジェンド選手であり、2021年の世界選手権女子ダブルスでは、伊藤早田ペアに次ぐ3位に輝き、20歳以来となる38年振りの銅メダルを獲得、58歳で同大会の最高齢メダリスト記録も樹立した。

## 経歴
1983年、第37回世界卓球選手権で、女子団体（中国）と混合ダブルスの金メダル、そして女子ダブルスの銅メダルを獲得した  。1989年にドイツに移り、2年後にルクセンブルクに定住した。夫であるトミー・ダニエルソンが、コーチ兼トレーニングパートナーを務めている。
2000年シドニーオリンピックの女子シングルスと女子ダブルス、2008年北京オリンピック、2012年ロンドンオリンピック、2016年リオデジャネイロオリンピックの女子シングルスに出場した。リオデジャネイロオリンピックの閉会式ではルクセンブルクの旗手を務めた。
2021年、58歳で2020年東京オリンピックの女子シングルスに出場した。これは、オリンピックの卓球選手として最年長記録であった。
2021年、58歳で世界卓球選手権に出場し、38年ぶりに女子ダブルス銅メダルに輝いた。
2023年、WTTTスターコンテンダーリュブリャナ2023女子ダブルスで準優勝。
2024年、パリオリンピックに出場。女子シングルス1回戦でスィベン・アルティンカヤ（トルコ）と対戦して4-2で勝ち、これが「オリンピックの卓球における世界最年長勝利」としてギネス世界記録に認定された。続く2回戦では世界ランキング1位の孫穎莎（中国）と対戦したが、0-4で敗れた。

## 主な戦績
1983年
- 世界選手権 混合ダブルス 優勝

1983年
- 世界選手権 女子団体 優勝

1983年
- 世界選手権 女子ダブルス 3位

1998年
- ヨーロッパ卓球選手権 女子シングルス 優勝

2002年　
- ヨーロッパ卓球選手権 女子シングルス 優勝

2019年　
- ヨーロッパ卓球選手権 女子シングルス 3位

2021年　
- 世界選手権 女子ダブルス 3位

2023年
- WTTTスターコンテンダーリュブリャナ2023 女子ダブルス 準優勝